# 帕迪·瓦拉斯
帕迪·瓦拉斯（英語：Paddy Wallace；1979年8月27日—）是一位愛爾蘭橄欖球運動員。他是愛爾蘭國家橄欖球隊的一員，代表愛爾蘭參加了2011年世界盃橄欖球賽。